# Các vị trí trong bóng chày
Trong môn thể thao bóng chày, mỗi người trong số chín cầu thủ của một đội được chỉ định một vị trí phòng ngự trên sân cụ thể khi đội của họ đang trong lượt phòng ngự của hiệp đấu. Nhiệm vụ chính của các vị trí này là nhanh chóng loại (out) các cầu thủ đối phương 3 lần để kết thúc lượt phòng thủ và giảm thiểu để thua điểm. 
Mỗi vị trí sẽ được đánh số tương ứng để sử dụng bởi người phụ trách ghi lại tỉ số trận đấu, hay nhân sự ghi chép chính thức sử dụng trong ghi chép thông số, và được chia thành các nhóm sau: 

#### Cặp giao bóng (battery)
- cầu thủ giao bóng, hay tay ném (pitcher, P)
- cầu thủ bắt bóng, hay tay bắt (catcher, C)

#### Hàng thủ trong
- cầu thủ chốt 1 (first baseman, 1B)
- cầu thủ chốt 2 (second baseman, 2B)
- cầu thủ chốt 3 (third baseman, 3B)
- cầu thủ chặn ngắn (shortstop, SS)

#### Hàng thủ ngoài
- cầu thủ trái ngoài (left fielder, LF)
- cầu thủ giữa ngoài (center fielder, CF)
- cầu thủ phải ngoài (right fielder, RF).[1]

Thông thường, cầu thủ trong mỗi nhóm có thể thay đổi vị trí linh hoạt (ví dụ như chốt 2 có thể chơi chặn ngắn, giữa ngoài có thể chơi phải ngoài). Tuy nhiên, tay ném và tay bắt là những vị trí đặc thù và hiếm khi chơi ở các vị trí khác.

## Phòng ngự trên sân
Các cầu thủ phòng ngự thực hiện loại (out) cầu thủ đối phương bằng việc xử lí các tình huống bóng bị batter đánh trả (tình huống "bóng sống" - play)
Cầu thủ phòng ngự trên sân phải có khả năng bắt bóng tốt. Cầu thủ phải bắt được bóng bị đánh trả trước khi chúng chạm đất để loại cầu thủ đánh bóng (flyout).
Ngoài ra, mỗi vị trí cũng phải có khả năng ném bóng tốt. Cầu thủ phòng ngự khi bắt bóng bị đánh trả đã chạm đất khẩn trương chuyền cho một cầu thủ phòng ngự ở hàng thủ trong để họ đảm nhận loại cầu thủ đang chạy lên chốt. 
Lúc này, họ có thể loại cầu thủ đang chạy lên chốt bằng cách dùng tay cầm bóng chạm vào họ (tag out) hoặc chốt họ đang tiến tới chiếm trước (force out).
Cầu thủ phòng ngự thường phải bứt tốc, đổ người và xoạc một cách nhanh chóng để lấy được bóng bị batter đánh trả để tự loại hoặc luân chuyển bóng tới những cầu thủ phòng ngự khác. Họ cũng có nguy cơ va chạm mạnh với cầu thủ chạy chốt khi cố gắng thực hiện tag out hay force out; họ có cả nguy cơ va chạm với tường rào, hay khu vực kĩ thuật ngoài đường biên (foul territory) khi cố gắng với bóng để thực hiện fly out.
Cầu thủ phòng ngự có nhiều nhiệm vụ khác nhau tùy thuộc vào tình hình trận đấu. Ví dụ, khi một cầu thủ sân ngoài cố gắng ném bóng từ gần hàng rào đến một trong các chốt, cầu thủ sân trong có thể đóng vai trò như một "trung chuyển" tiếp nhận bóng và đưa bóng tới nơi cần đến.
Cùng với nhau, cầu thủ sân ngoài còn có thể ngăn chặn home run bằng cách vươn lên trên hàng rào (bằng cách nhảy vươn qua hay leo tường) để bắt lấy bóng bị đánh bay qua tường rào. Cặp giao bóng (battery) còn có trách nhiệm đặc biệt trong việc ngăn chặn cướp chốt, vì họ là những người xử lý bóng chưa được đánh ("bóng không sống").

## Vị trí và vai trò khác

### Vị trí thi đấu chính thức
- Cầu thủ đánh bóng thay thế, hay tay đập chỉ định (designated hitter, DH): 
  - là cầu thủ đảm nhiệm việc lên đập bóng trong lượt tấn công thay cho một cầu thủ phòng ngự, thường là tay ném. Thậm chí, theo điều 5.11, Luật Bóng chày do MLB hiện hành quy định ngoài tay ném, vị trí này không được lên đập thay cho bất kì vị trí nào khác.
  - Hiện tất cả các giải đấu chuyên nghiệp, ngoại trừ chi giải Central League của Nippon Professional Baseball, đều cho phép áp dụng vị trí này khi thi đấu[3].
  - Kể từ năm 2022, các tay ném chủ công (starting pitcher) có quyền đảm nhiệm vị trí DH sau khi kết thúc vai trò giao bóng của mình trong trận đấu[4] - điều này còn được gọi là "Luật Ohtani".

### Vai trò của cầu thủ từ băng ghế dự bị
- Cầu thủ đánh bóng dự bị, hay tay đập dự bị (pinch hitter)
- Cầu thủ chạy chốt dự bị (pinch runner): cầu thủ có tốc độ chạy chốt tốt, thay thế một cầu thủ đã lên chốt nhưng chậm chạp hay kĩ năng chạy chốt kém hơn.
- Cầu thủ phòng ngủ dự bị (defensive replacement): vị trí cầu thủ thay thế một cầu thủ chấn thương, pinch hitter hay không có khả năng phòng ngự tốt trong tình huống nhạy cảm, để đảm trách việc phòng ngự.

### Các vai trò trong vị trí giao bóng
- Cầu thủ giao bóng xuất phát, hay tay ném chủ công (starting pitcher, SP):
- Cầu thủ giao bóng dự bị, hay tay ném viện trợ: thay thế khi tay ném chủ công xuống sức, quá tải hoặc thi đấu không tốt, gồm hai loại:
  - Tay ném hộ công (relief pitcher, RP): thường được thay vào những hiệp giữa hay gần cuối.
  - Tay ném hậu công (closing pitcher, CP): thường được thay vào trong một hoặc hai hiệp cuối.

### Vai trò khác
- Cầu thủ phòng ngự đa năng (utility player): cầu thủ có thể đảm nhận nhiều vị trí phong ngự khác nhau, thậm chí là các nhóm vị trí khác nhau.

## Các vị trí khác trong đội
- Huấn luyện viên trưởng (manager, field manager)
- Trợ lý huấn luyện viên (assistant coach): hỗ trợ HLV trưởng về: 
  - Huấn luyện chuyên môn kĩ thuật: batting coach cho chuyên môn đập bóng, pitching coach cho chuyên môn giao bóng, các vị trí phụ trách theo nhóm vị trí phòng ngự, v.v.
  - Hố trợ cầu thủ trong trận đấu: base coach hỗ trợ cho cầu thủ ở vị trí chạy chốt, bullpen coach hỗ trợ cầu thủ giao bóng dự bị khởi động trước khi vào trận.

- Huấn luyện viên thể lực (strength coach)
- Quản lý dụng cụ thi đấu (equipment manager)
- Giám đốc điều hành (general manager)
- Phụ trách mang gậy (Batboy)
- Nhặt bóng (ball boy)
- Đội ngũ vật lý trị liệu (physiotherapist)